# Quartieri di Foggia
Quartieri di Foggia

## Quartieri urbani
I più popolosi sono i quartieri popolari "Candelaro" e "CEP" posti ai due estremi della città. Seguono il quartiere più ricco di storia e tradizioni della città "Borgo Croci" (i cui abitanti sono chiamati crocesi prima che foggiani), il quartiere "San Lorenzo" (sull'antica via che porta alla chiesa di età romana di San Lorenzo in Carminiano), "Camporeale" (dal nome di un'antica via della transumanza, il tratturo Camporeale), "Salice", "San Pio X", "La Spelonca", "Ordona Sud", "Parco dei Fiori", "Biccari", "167", "dei Preti", "San Michele", "San Ciro", "Immacolata", "Stadio", "Carmine Nuovo", "Fiera" (dove sono presenti: il quartiere fieristico più grande d'Europa dopo quello di Verona; il Parco Campi Diomedei) e "Macchia Gialla"; infine ricordiamo i settecenteschi e ottocenteschi quartieri centrali "Carmine Vecchio", e "Largo Rignano".
Divisi dal resto della città dal passaggio della linea ferroviaria Foggia - Manfredonia, "Martucci" e "Diaz", quartieri situati sulla via del mare, che collega la città al più vicino sbocco marittimo, sulla SS 159.
Infine ci sono l'ampia "Zona Industriale" che si trova alla periferia sud/est della città tra via Cerignola - SS 16 Adriatica e via Trinitapoli - Strada Statale 546 e il quartiere "Villaggio Artigiani" alla periferia nord/est di Foggia nei pressi del cimitero e della via che porta al parco nazionale del Gargano.
Come molte città occidentali anche la Foggia contemporanea ha il suo quartiere multietnico situato nelle vicinanze della stazione ferroviaria. 
La presenza in città di emigranti da ogni parte del mondo ha reso ancora più nevralgica l'arteria ferroviaria e il passaggio dell'autotrasporto su pullman, ad esempio la linea Bucarest - Taranto.

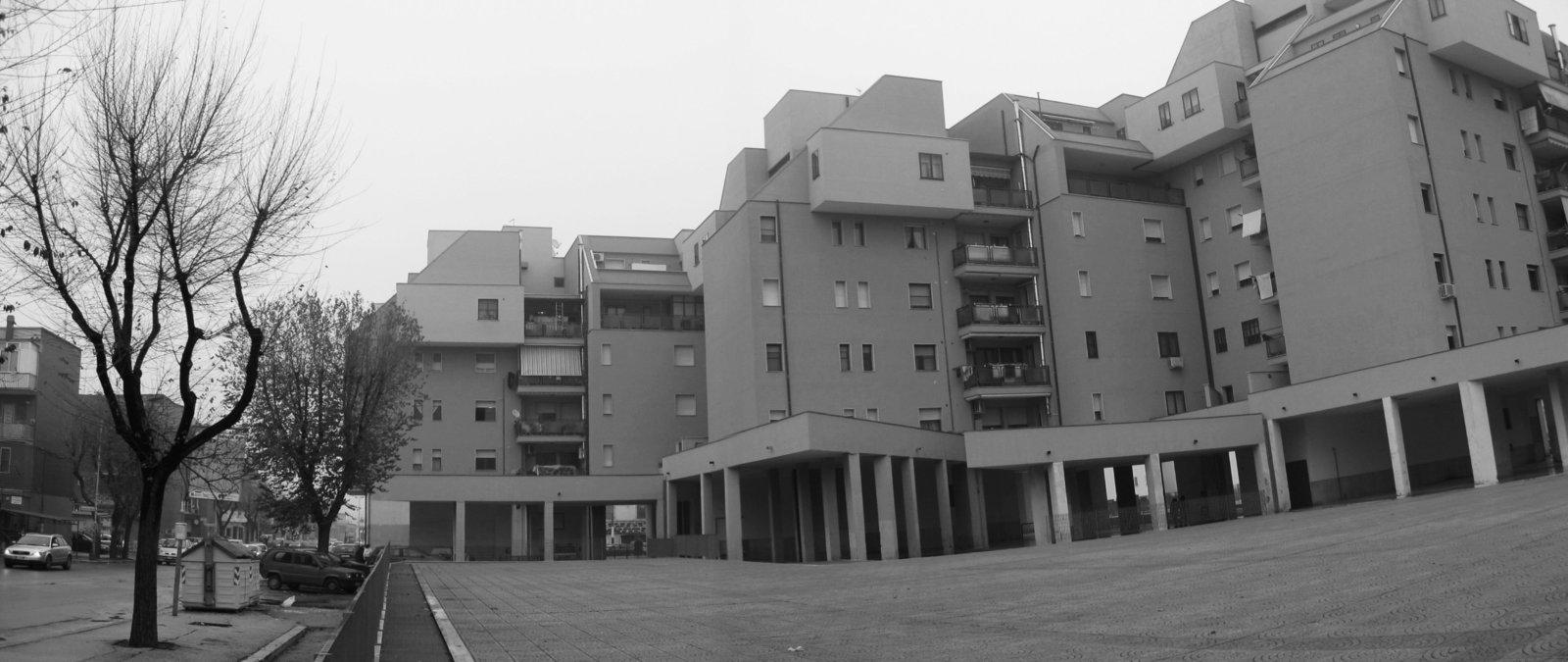
Candelaro

Il quartiere "Cattedrale" è diventato negli ultimi dieci/quindici anni circa il cuore della Foggia by-night; il rifacimento della pavimentazione stradale, alcune opere di ristrutturazione a palazzi, chiese, monumenti e l'apertura di numerosissimi pub, pizzerie, ristoranti, botteghe e negozi hanno reso il centro storico di Foggia il quartiere più frequentato della città nelle ore notturne. Ma non solo, infatti la Foggia antica è un vero e proprio scrigno di chiese barocche e rinascimentali; molto bella ed elegante è la misteriosa chiesa del Purgatorio, denominata anche 'chiesa dei morti' per le varie legende che circolano attorno alla settecentesca chiesa. Di grande interesse sono le facciate seicentesche e settecentesche dei vari palazzi nobiliari della città vecchia che denotano l'importanza della città già dal settecento; molti di questi palazzi affacciano sull'antichissima Via Arpi, che prende il nome dall'antica cittadina di Arpi fondata nei pressi di Foggia e da cui quest'ultima attorno all'anno mille si è sviluppata.

## Circoscrizioni

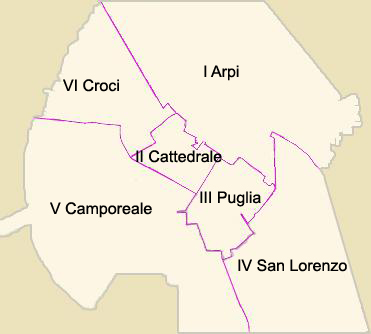
La divisione di Foggia in circoscrizioni

La città è composta da sei circoscrizioni: I circoscrizione "Arpi", II circoscrizione "Cattedrale", III circoscrizione "Puglia", IV circoscrizione "San Lorenzo", V circoscrizione "Camporeale" e VI circoscrizione "Croci". Attualmente per comodità di voto le circoscrizioni si sono unite, la I e la VI formano la "circoscrizione Nord", la II e la III formano la "circoscrizione centro", la IV e la V formano la "circoscrizione Sud".
|     | Localizzazione | Circoscrizione | Suddivisioni                                                                       |
| --- | -------------- | -------------- | ---------------------------------------------------------------------------------- |
| I   | I Nord         | Arpi           | Arpi, Rione Martucci, Rione Diaz, Villaggio Artigiani                              |
| II  | II Centro      | Cattedrale     | Cattedrale, Largo Rignano                                                          |
| III | II Centro      | Puglia         | Immacolata, Puglia, San Pio X                                                      |
| IV  | III Sud        | San Lorenzo    | CEP, San Lorenzo, La Spelonca, Fiera, Macchia Gialla, Ordona Sud, Zona industriale |
| V   | III Sud        | Camporeale     | Biccari, Camporeale, Carmine Nuovo, Salice, San Ciro, Stadio                       |
| VI  | I Nord         | Croci          | Candelaro, Borgo Croci, Zona 167, Rione dei Preti,                                 |

## Località rurali
Foggia è l'ottavo comune d'Italia per superficie; comprende perciò anche molte borgate rurali, lontane diversi chilometri dal centro della città ma comunque incluse nel territorio comunale. Tra le principali si ricordano:
- Arpinova, situata presso l'antica Arpi, città dei Dauni in epoca preromana
- Borgo Cervaro, lungo l'omonimo fiume
- Borgo Eridania, a destinazione industriale
- Borgo Incoronata, presso l'omonimo santuario mariano, nella bassa valle del Cervaro[1]. Secondo la tradizione la Madonna sarebbe apparsa a un conte di Ariano e a un pastore nell'ultimo sabato di aprile dell'anno 1001. Nella stessa area insiste il parco naturale regionale Bosco Incoronata[2]
- Duanera La Rocca, villaggio agricolo tra i torrenti Vulgano e Celone
- Ponte Albanito, notevole località storica nonché domus federiciana
- Segezia, borgata agricola fondata in epoca fascista lungo la strada statale 90 delle Puglie
- Tavernola, anch'essa fondata nel periodo fascista dopo la bonifica del basso Tavoliere.